# Guy Hachette
Guy-Clément Cogné, dit Guy Hachette, né le 30 mars 1930 à Senillé (Vienne) et mort le 23 janvier 2017 à Châtellerault, est le fondateur de nombreuses revues de jeux de lettres éditées sous la marque GH-Mots Croisés de Guy Hachette.

## Biographie
Guy-Clément Cogné est le fils de Clément Cogné, ajusteur de précision, et de Thérèse née Renard. Il étudie au collège de Châtellerault. Il publie à l'âge de 14 ans son premier jeu dans le magazine Jeunesse ouvrière. Il choisit le pseudonyme "Hachette" car "cognée" signifie "petite hache".  
À partir de 1948, Guy-Clément Cogné est ajusteur de précision à la manufacture d'armes de Châtellerault. En 1962, il devient chef de fabrication aux éditions Jacquemart. Salarié à l'Écho de la presse, il publie entre 250 et 300 mots-croisés par mois dans plus de 60 revues différentes. En 1964, avec les frères Jacques et Gilbert Benhamou, il lance sa première revue de mots croisés, Casse-tête et amusettes, tirée à 80 000 exemplaires. Pendant 10 ans, les ventes doublent d'une année à l'autre. En 2006, il propose quatre-vingts titres (mensuels ou bimestriels), avec un tirage global qui dépasse deux millions d'exemplaires par mois, sur un marché global qui représente quatre millions d'exemplaires[réf. souhaitée]. 
Guy Hachette a développé en France la pratique des mots croisés, mais aussi celle des mots mêlés, mots casés, mots fléchés et, plus récemment, du sudoku avec des titres comme 3-6-9 Sudoku, Basic Sudoku ou Casse-Tête Sudoku.
Guy-Clément Cogné a également conçu des logiciels informatiques de création automatique de jeux d'esprit.

## Famille
Guy-Clément Cogné est le père de Guy-Michel Cogné (1954-2018) qui a pris la relève de son père à la direction de Jibena, et de Michel Cogné (né en 1957), chercheur en immunologie et professeur à l'Université de Limoges.

## Hommages
Le prix Guy Hachette est décerné au meilleur ouvrage pour la jeunesse par le Syndicat des journalistes et écrivains.